# 金浦国際空港

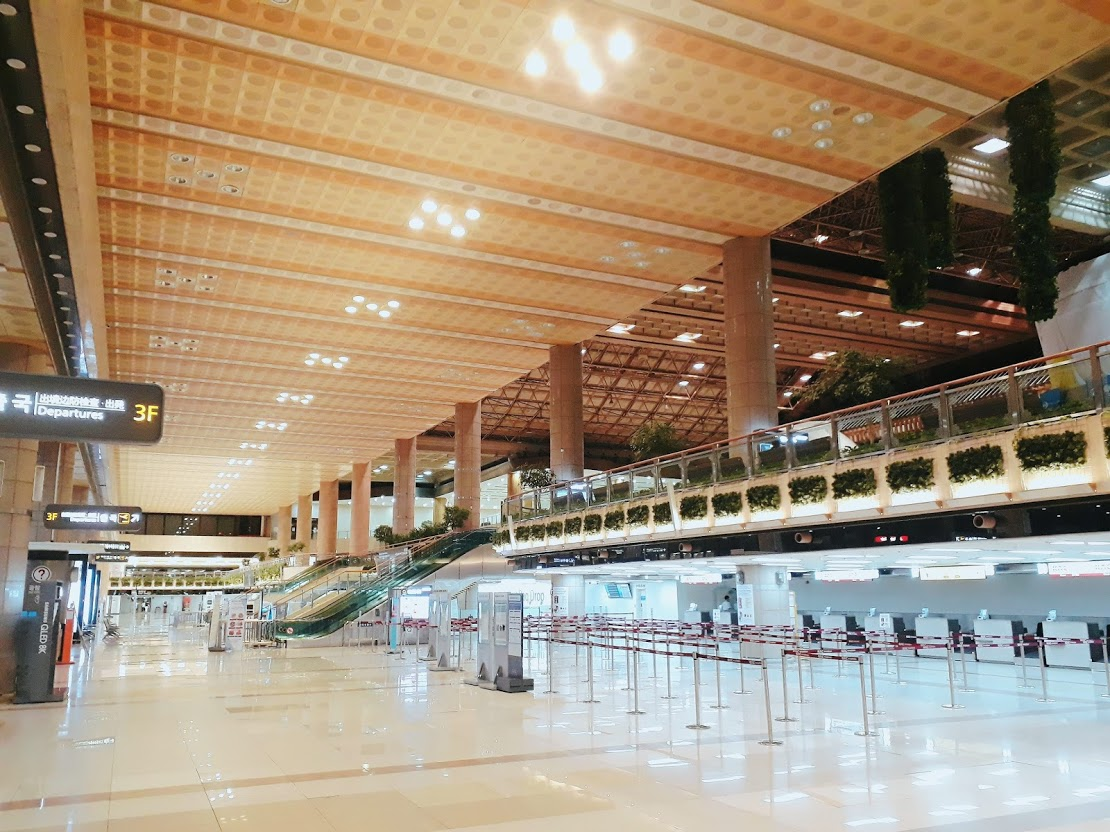
チェックインカウンター付近

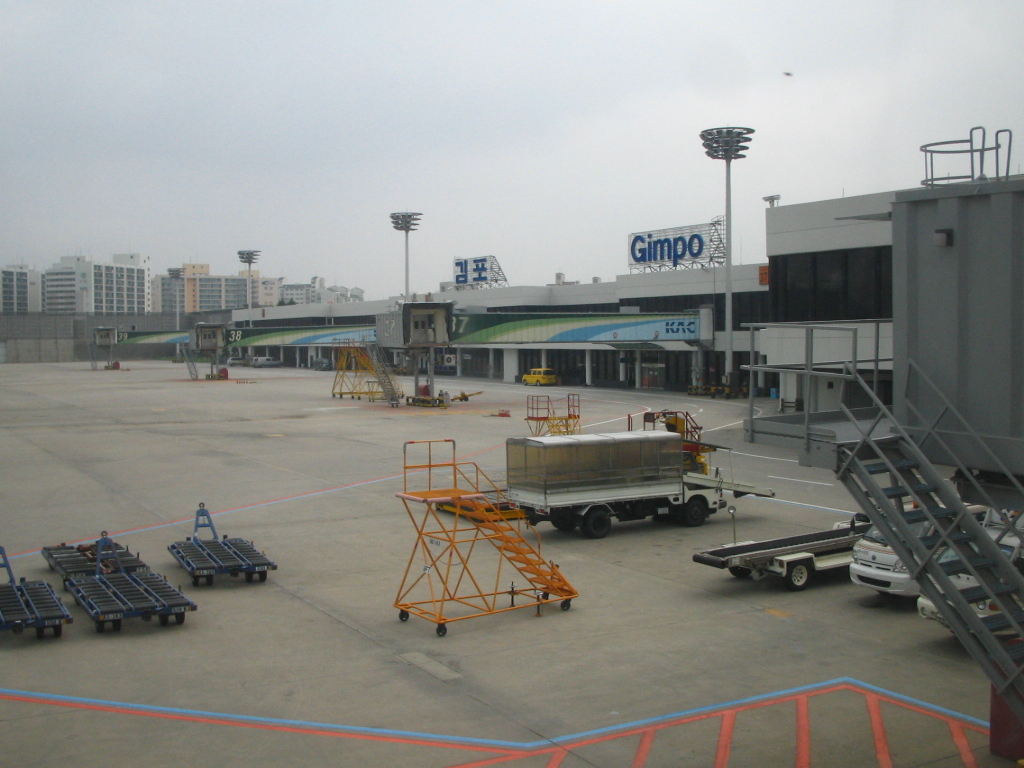
エプロン付近

金浦国際空港（キンポこくさいくうこう、韓: 김포국제공항、英: Gimpo International Airport、IATA: GMP, ICAO: RKSS）は、大韓民国ソウル特別市江西区果海洞274番地に所在する空港である。2001年の仁川国際空港の開港以後はソウルの「第二空港」として機能している。国内線主体だが、日本や中国、台湾などの近距離国際線も就航している。
空港の名称は京畿道金浦郡（現：京畿道金浦市）に所在したことによる。ただし、空港の周辺地域は1963年にソウル特別市に編入されたため、現在は金浦市には位置しない（なお、敷地の一部は仁川広域市にも跨る）。

## 歴史
1939年から1942年にかけて旧日本軍により滑走路が作られた。第二次大戦後、アメリカ軍に接収され、朝鮮戦争中には重要な軍事拠点となった。1954年、韓国も一部使用できるようになった。1958年、金浦国際空港となり都心にあった汝矣島空港は閉鎖された。1971年には国内線と国際線両方を扱うターミナルが完成した。1977年、新ターミナルが完成し、旧ターミナルは国内線専用になった。
2001年に仁川国際空港が開港すると、国際線は全て同空港へ移転したが、その後も天候不良や緊急事態の場合などに備え、国際空港としての機能は残したまま国内空港として存続していた（この際、IATA空港コードがそれまでのSELからGMPに変更された）。国際空港機能移転後は、大型ディスカウントストアー「Eマート」などショッピングセンターや映画館、レストランなどが設けられた。
2002年に日本と韓国でサッカーワールドカップが共同開催されたことを機に、日韓両国の首都の近くに位置する羽田空港と当空港との間に期間限定でチャーター便を開設することになった。そして、このチャーター便が好評を博した上、日韓両国間の往来者が急増していることを受け、2003年11月30日からこの路線が定期便に限りなく近い“定期チャーター便”として運航し、羽田空港のD滑走路、新国際線ターミナル（現：第3ターミナル）供用開始を受けた2010年10月31日からは定期便として就航している。
2005年からは海外からのビジネス機の発着も開始した。その一番機はソニーが所有するビジネス機であった。
2006年に格安航空会社であるチェジュ航空と韓星航空（現・ティーウェイ航空）が新たに就航した。大韓航空とアシアナ航空は国内線のハブ空港としている。
2007年10月28日からは、大韓航空・アシアナ航空・中国東方航空・上海航空により中国の上海虹橋国際空港との間に定期チャーター便が開設された。
大阪の関西国際空港へは2008年12月から大韓航空とアシアナ航空が、2009年1月からは日本航空、同年11月にはチェジュ航空も定期チャーター便を就航させた。なお、日本航空は2015年3月29日をもって関西国際空港 - 金浦国際空港線を休止した。
2010年3月からはチェジュ航空が名古屋の中部国際空港へ定期チャーター便を就航させた。その後、北京首都国際空港や台北松山空港との間にも定期便を就航させた。
2017年に済州国際空港との間に運航された便数は年間で64,991便、1日当たりでは178便。世界中のすべての航空路線で最多の便数であった。
2018年以降、老朽化により管制塔の雨漏りが続いている。韓国空港公社は、2024年までに64億ウォンを費やして対策工事にあたったが解決できなかった。野党「共に民主党」の国会国土交通委員会所属議員は、管制塔の機器が漏水によって故障すれば、航空機の遅延や安全事故が発生するリスクが高まるとして警告した。
2025年8月13日、集中豪雨により空港一帯が冠水。国際線ゲート前には大量の雨水が流れ込んだ。

## 就航航空会社と就航都市
2020年以降、新型コロナウイルス感染症の影響により、多くの定期便が運休、減便、経路変更となっている。

### 国内線
| 航空会社         | 就航地                             |
| ---------------- | ---------------------------------- |
| 大韓航空         | 釜山、済州、蔚山                   |
| アシアナ航空     | 光州、済州、麗水                   |
| チェジュ航空     | 釜山、済州                         |
| ティーウェイ航空 | 釜山、済州                         |
| イースター航空   | 済州                               |
| ジンエアー       | 釜山、済州、泗川、浦項、蔚山、麗水 |
| エアプサン       | 釜山、済州                         |
| ハイエア         | 泗川、務安、蔚山                   |

### 国際線
| 航空会社           | 就航地                                         |
| ------------------ | ---------------------------------------------- |
| 大韓航空           | 東京/羽田、大阪/関西、上海虹橋、 北京首都      |
| アシアナ航空       | 東京/羽田、大阪/関西、上海虹橋、北京/首都      |
| チェジュ航空       | 大阪/関西、高雄(2025年7月29日より運航再開予定) |
| ティーウェイ航空   | 台北松山、高雄                                 |
| イースター航空     | 台北松山                                       |
| 日本航空           | 東京/羽田                                      |
| 全日本空輸         | 東京/羽田                                      |
| Peach Aviation     | 大阪/関西、名古屋/中部                         |
| 中国東方航空       | 上海虹橋                                       |
| 上海航空           | 上海虹橋                                       |
| 中国国際航空       | 北京首都                                       |
| 中国南方航空       | 北京大興                                       |
| チャイナエアライン | 台北松山                                       |
| エバー航空         | 台北松山                                       |
| タイガーエア台湾   | 高雄                                           |

2025年2月現在

## アクセス
ソウル市内からは地下鉄（最寄り駅は5号線・9号線・空港鉄道・金浦ゴールドライン・西海線の金浦空港駅）、リムジンバス（多くは仁川国際空港と各地を結ぶリムジンバスが、金浦国際空港を経由する形をとる）、路線バスなどでアクセスが可能であり、ほかにもタクシーによるアクセスも可能である。